# Ahed Tamimi
Ahed Tamimi (arabsky عهد التميمي‎; * 31. ledna 2001 Nabí Sálih, Západní břeh Jordánu, Palestina) je palestinská aktivistka z vesnice Nabí Sálih na okupovaném Západním břehu Jordánu v Palestině. Je známá především z fotografií a videí, na nichž konfrontuje izraelské vojáky. Tamimiini obhájci ji považují za bojovnici za svobodu Palestiny a přirovnávají ji k Malále Júsufzajové; její odpůrci tvrdí, že je zmanipulovaná svými politickými rodiči a že byla naučena účastnit se násilností.
V prosinci 2017 ji izraelské úřady zadržely za to, že dala facku vojákovi. Incident byl natočen na video a stal se virálním, což vyvolalo mezinárodní zájem a debatu. Tamimi byla odsouzena k osmi měsícům vězení a poté, co souhlasila s dohodou o vině a trestu, byla 29. července 2018 propuštěna.

## Mládí
Ahed Tamimi se narodila 31. ledna 2001 v malé vesnici Nabí Sálih, která se nachází asi 20 kilometrů severozápadně od Rámaláhu na Západním břehu Jordánu na palestinských územích. Její otec Bassem Tamimi se narodil v roce 1967, kdy začala okupace. V lednu 2018 Harriet Sherwood napsala, že on a jeho děti „znají pouze život na kontrolních stanovištích, doklady totožnosti, zadržování, demolice domů, zastrašování, ponižování a násilí. To je pro ně běžné.“
Podle svého otce je Tamimi vystavena výhrůžkám ze strany izraelských sil. Aby ji rodiče ochránili před obtěžováním, přestěhovali ji do domu příbuzných v Ramalláhu, díky čemuž nemusela procházet izraelskými kontrolními stanovišti, aby mohla pokračovat ve studiu na střední škole. Podle Bassemova odhadu byl rodinný dům, který byl v roce 2010 těsně před začátkem pravidelných týdenních protestů ve vesnici určen k demolici, od září 2017 vystaven 150 vojenským přepadením.

## Aktivismus
Tamimi se účastnila protestů a politické agitace, v nichž vyjadřovala svůj nesouhlas s rozšiřováním izraelských osad a zadržováním Palestinců. Tvrdila, že zdokumentované a organizované protesty proti izraelské okupaci povedou k širšímu uznání palestinského boje za autonomii; její virální snímky a videa vyvolaly vlnu reakcí veřejnosti v Izraeli, Palestině i na mezinárodní úrovni.
Když bylo Tamimi 11 let, palestinský prezident Mahmúd Abbás ji ocenil za to, že se pokusila zasáhnout při zatýkání své matky v srpnu 2012. Když izraelský voják v roce 2012 zatkl jejího staršího bratra, Tamimi byla zmíněna v mezinárodních médiích. Obrázek Tamimi, jak při konfrontaci s ním mává pěstí, se stal virálním na sociálních sítích a turecký premiér Recep Tayyip Erdoğan ji pozval na cestu do Turecka. O tři roky později si získala pozornost poté, co byla spatřena, jak kousla a udeřila maskovaného izraelského vojáka, který právě odváděl jejího mladšího bratra, protože házel kameny. V prosinci 2016 Spojené státy odepřely Tamimi vízum na přednáškové turné s názvem „Žádné dítě za mřížemi/Živý odpor“.

### Incident sfackou
15. prosince 2017 se Tamimi zúčastnila demonstrace v Nabí Sálih proti rozšiřování izraelských osad v blízkosti její vesnice. Protest začal být násilný, když asi 200 demonstrantů začalo házet kameny na izraelské vojáky; vojáci se postarali o potlačení nepokoje a vstoupili do domu Tamimiových, aby zkrotili protestující, kteří podle armády pokračovali v házení kamenů zevnitř domu. Podle rodiny Tamimiových byl během protestu Ahedin patnáctiletý bratranec Mohammed Tamimi z bezprostřední blízkosti střelen do hlavy ocelovou kulkou s gumovým pláštěm, která ho těžce zranila. V reakci na to se Tamimi spolu se svou matkou a sestřenicí Nour přiblížila ke dvěma vojákům před domem Tamimiových a byla natočena, jak je fackuje, kope a strká; vojáci násilí neopětovali.
Její bratranec byl kvůli zranění hlavy uveden do umělého spánku a probral se po několika dnech. Záběry z incidentu byly nahrány na Facebookovou stránku Narimana Tamimiho a staly se virálními. O několik dní později, 19. prosince, byla Tamimi zatčena při noční razii. Navzdory znepokojení z využití vojenského soudu k procesu s nezletilou osobou byla Tamimi o třináct dní později obviněna z napadení, podněcování a házení kamenů; připojily se k ní i její matka a Nour, které byly v souvislosti s incidentem také zatčeny. Její matka byla rovněž obviněna z podněcování a útoku poté, co zveřejnila video, v němž Tamimi podle obžaloby nabádala k násilným útokům proti Izraeli. Případ vzbudil celosvětovou pozornost a podnítil debatu o omezení přítomnosti vojáků v palestinské a izraelské společnosti. V Severní Americe a Evropě se na podporu Tamimi konala shromáždění.
24. března 2018 Tamimi přijala dohodu o vině a trestu, podle níž si odsedí osm měsíců ve vězení a zaplatí pokutu ve výši 5 000 šekelů. V rámci dohody se přiznala k jednomu případu napadení, jednomu případu podněcování a dvěma případům – nesouvisejících s incidentem z prosince 2017 – bránění vojákům. Během pobytu ve vězení Tamimi dokončila střední školu. 29. července byla propuštěna, rozhodnutá, že bude studovat práva a „hnát izraelskou okupaci k odpovědnosti“. U příležitosti jejího propuštění dokončili jako akt pocty dva italští umělci – včetně Jorita Agocha – nástěnnou malbu Tamimi na separační zdi. Oba umělci byli zatčeni a přinuceni opustit Izrael.